# Klaviersonate Nr. 7 (Beethoven)
Ludwig van Beethovens Sonate Nr. 7 D-Dur op. 10 Nr. 3 wurde 1798 veröffentlicht und ist – wie die beiden anderen Werke dieser Opuszahl – der Gräfin Anna Margarete von Browne-Camus gewidmet. Sie ist das längste und gewichtigste Werk der drei Sonaten op. 10. Ihre Aufführungsdauer beträgt etwa 25 Minuten.

## Hintergrund und Überlieferung
Während erste Skizzen der drei Sonaten unter der Opuszahl 10 bereits Ende 1795 angefertigt wurden, ist die 7. Klaviersonate vermutlich erst ab 1797 bearbeitet und 1798 abgeschlossen worden. Der Erstdruck erfolgte im September 1798 bei Joseph Eder in Wien. Mit der Widmung ehrte Beethoven die Gräfin Anna Margarete von Browne-Camus, die Gattin des Grafen Johann Georg von Browne-Camus. Beide förderten den jungen Beethoven als Mäzene. Das Autograph der Sonate ist verschollen, allerdings sind einige Skizzen überliefert.
Große Beachtung erfuhr in der Literatur die Frage, aus welchen Beweggründen Beethoven in dieser Sonate einen ungewohnt melancholischen Satz ins Zentrum rückte: Er ist explizit als Largo e mesto (etwa: langsam und traurig) überschrieben und bildet nach Spieldauer den längsten Satz der Sonate. Möglicherweise schlug sich hier eine Schwermut über die sich abzeichnende Taubheit nieder. Johannes Forner erkennt überdies ein Vorausgreifen auf die Gefühlswelten von Frédéric Chopin und Robert Schumann. Zudem verweist er auf motivische Ähnlichkeit im Brahms-Lied Der Tod, das ist die kühle Nacht aus dessen Opus 96.

## Aufbau
In seiner 7. Klaviersonate kehrt Beethoven – im Gegensatz zu den anderen beiden Sonaten unter derselben Opuszahl – zu einem viersätzigen Aufbau zurück, den er zuletzt in seiner 4. Klaviersonate (op. 7) anwandte. Dies hat seinen Grund vor allem in der Proportionierung der Sonate: Der zweite Satz bildet das Schwergewicht, um den herum sich rahmenartig die Ecksätze legen: Der erste Satz gleicht einer Art konstruktiven, schwungvollen Hinführung, während Menuett und Rondo als Paar zweier einzelner Sätze eine Rückschau bieten.

### Erster Satz
Presto; D-Dur; alla breve; Sonatensatzform; 344 Takte
Die umfangreiche Exposition beginnt – sonst für Beethoven ungewöhnlich – im energischen Presto. Das Hauptthema wird durch ein Unisono-Motiv bestehend aus vier Tönen eingeleitet, welches die Ausgangsbasis für alle weiteren Entwicklungen des Satzes bildet. Das Übergangsthema steht im parallelen h-moll und hat hier vorwiegend einen überleitenden Charakter. Das Seitenthema in A-Dur lässt wieder das Vier-Noten-Motiv des Anfangs durchscheinen; die Begleitung erinnert zudem an das Hauptthema des Finales. Auch dieses Thema erscheint nur kurz und leitet in eine Episode ein, die das Vier-Noten-Motiv sequenziert und in zahlreichen Veränderungen auftreten lässt. Die Schlussgruppe lässt eine stark veränderte Variante des Hauptthemas erklingen; die Exposition endet mit dem zehnmaligen Erscheinen des Vier-Noten-Motivs. Sie umfasst 124 Takte.
Die Durchführung verarbeitet nur das Hauptthema, allerdings nicht in der erwartbaren Dominanttonart: Beethoven lässt das Motiv in der Untermediante B-Dur erklingen, um es schließlich über Alberti-Bässen durch die Tonarten g-moll und Es-Dur bis nach A-Dur und d-Moll zu jagen. Die Durchführung stellt hier eine mit 59 Takten kompakte, dunkle Antithese im Vergleich zur helleren, weitschweifigen Exposition dar.
Die Reprise beginnt, wie auch op. 10 Nr. 1 und 2, mit einer Verkürzung des Hauptthemas. Übergangs- und Seitenthema verlaufen fast wie in der Exposition; die Schlussgruppe wendet sich am Ende nach G-Dur. Hier setzt im pianissimo die Coda ein, die nur das Vier-Noten-Motiv behandelt. Fast die ganze Coda soll piano bis pianissimo gespielt werden; dadurch bekommt die Schlusssteigerung ab Takt 333 eine umso größere Wirkung. Die Reprise umfasst 115 Takte, die Coda 46 Takte.

### Zweiter Satz
Largo e mesto; d-moll; 6/8-Takt; freie Sonatensatzform; 87 Takte
Der zweite Satz bildet das Gravitationszentrum der Sonate, das von den anderen Sätzen eingerahmt wird. András Schiff schätzt an diesem Satz die kontrastartige Vielgestaltigkeit pathetischer Gesten: Neben Grübeln und Beruhigung fänden sich Seufzer und Schreie sowie opernhafte und erlösende Momente. Hans-Joachim Hinrichsen weist in seiner ausführlichen Werkanalyse darauf hin, dass Beethoven die zeitgenössische Melancholie-Auffassung bekannt gewesen sein sollte. Die Ausgangstonart d-Moll besaß in dieser Zeit zudem den Tonartencharakter der Schwermut.
Das Largo e mesto in freier Sonatensatzform besitzt drei Themen, von denen das erste fast den ganzen Satz durchzieht. Das erste, grübelnde Thema schreitet in Achteln um den Ton d; zudem wird der verminderte Septakkord besonders häufig eingesetzt. Das zweite Thema hat den Charakter eines Gesangs und führt überraschend nach a-moll, wo das dritte Thema erklingt, welches von Vorhalten durchsetzt ist und auch oft den verminderten Septakkord verwendet. 
Die Durchführung setzt in F-Dur ein, wendet sich jedoch bald über verminderte Septakkorde nach g-moll und von dort aus nach A-Dur als Dominante von d-moll. Die Reprise bringt die drei Themen in gleicher Aufstellung wie die Exposition. Das erste Thema wendet sich diesmal über den Neapolitanischen Sextakkord kurz nach es-moll und später nach g-moll, was einen unheimlichen Charakter birgt, der in der Coda noch weiter ausgeführt werden soll.
Die Coda ist der gewichtigste Teil des Satzes und dessen Höhepunkt. Sie beginnt mit dem ersten Thema, das sich aus der Tiefe und im pianissimo immer weiter auftürmt, bis zum fortissimo. Beachtlich ist die extreme Entfernung von es-Moll und A-Dur im Quintenzirkel (es und a liegen einen Tritonus entfernt); aus der Tiefe von es-Moll lässt es sich daher nur sehr mühselig wieder in die höheren Dur-Gefilde zurückkämpfen. Die Harmonien dieser Episode sind folglich stark chromatisch geprägt und wecken im heutigen Ohr Erinnerungen an die Sprache Wagners und Mahlers. Ein Motiv aus der Durchführung führt zurück ins pianissimo, in dem das Thema verklingt. 

### Dritter Satz
Menuetto. Allegretto; D-Dur; 3/4-Takt; Dreiteilige Menuett-Form; 68 Takte
Der dritte Satz ist ungewöhnlicherweise kein Scherzo, sondern ein Menuett. Es bildet mit knapp zweieinhalb Minuten Spieldauer den kürzesten Satz der Sonate. Angesichts der im Vergleich zum zweiten Satz eher lieblichen Klangwelt stellt der leicht tänzerische Satz eine Art Erlösung dar. Den Mittelteil bildet ein Trio in der Subdominanttonart G-Dur. Hier zeigt sich, wie auch im darauffolgenden Rondo, nebenbei etwas Humor, ein weiterer Gegensatz zum langsamen zweiten Satz.

### Vierter Satz
Rondo. Allegro; D-Dur; 4/4-Takt; Rondo-Form; 113 Takte
Das Rondo ist nach dem Schema A-B-A-C-A-Coda gearbeitet. A steht für das Hauptthema, B und C bezeichnen die Seitenthemen. Das Hauptthema beginnt „stockend und fragend“ und hat mit vielen Pausen und Fermaten den Charakter einer Improvisation. Die anschließende humorvolle Verarbeitung dieser Aneinanderreihung von Floskeln zeigt sich in überraschenden Wendungen und einer abwechslungsreichen Harmonik: Das erste Seitenthema steht zunächst in A-Dur und hat eher einen episodenhaften Charakter, zumal es nur für 9 Takte auftritt. Danach erklingt das Hauptthema in verkürzter Gestalt; ein dramatischer B-Dur-Akkord leitet zum zweiten Seitenthema über; welches mit vielen Modulationen den Charakter einer Durchführung hat. Zudem erinnert die harmonische Reihenfolge B-g-Es auch an die Durchführung des ersten Satzes. Ein chromatischer Abgang führt wieder zum Hauptthema, das diesmal verlängert auftritt. Die Coda variiert das Hauptthema; den Schluss bildet eine chromatisch auf- und absteigende Phrase im durchgehenden piano. Dieser Satz zeigt, wie sehr sich Beethoven von der Tradition des „fröhlichen Kehraus“ entfernt hat; der Satz zeigt eine geheimnisvolle, ja fast mystische Stimmung. András Schiff empfindet es als eindrücklich, wie Beethoven die Sonate hier „nicht im Feuerwerk“, sondern auf stille und genial beiläufige Art beendet.